# Cyphostemma njegerre
Cyphostemma njegerre är en vinväxtart som först beskrevs av Ernest Friedrich Gilg, och fick sitt nu gällande namn av Descoings. Cyphostemma njegerre ingår i släktet Cyphostemma och familjen vinväxter. Inga underarter finns listade i Catalogue of Life.